# تپه دلزه
تپه دلزه مربوط به سده‌های اولیه دوران‌های تاریخی پس از اسلام است و در شهرستان ملایر، بخش سامن، ۲ کیلومتری جنوب شرق شهرسامن واقع شده و این اثر در تاریخ ۲۵ آبان ۱۳۸۷ با شمارهٔ ثبت ۲۳۶۵۹ به‌عنوان یکی از آثار ملی ایران به ثبت رسیده است.